# Шлун, Иоганн Даниэль
Иоганн Даниэль (Даниил Иванович) Шлун (1768—1829) — писатель и переводчик с немецкого языка.

## Биография
Родился в Риге 17 июня 1768 года. Отец Шлуна, латыш по происхождению, был рижским купцом. Иоганн Даниэль Шлун обучался первоначально в Рижском уездном училище, а затем в местном лицее, под ближайшим руководством профессора Брунца, имевшего большое влияние на юношу.
Выйдя в 1785 году из второго класса лицея, Шлун отправился в Санкт-Петербург и здесь получил место в Экспедиции для свидетельства государственных счетов. Оставив в том же году эту службу, Шлун поступил в лейб-гвардии Преображенский полк каптенармусом, а в 1787 году был уволен со службы с чином армии поручика. Возвратись снова на родину, Шлун в 1793 году поступил на службу секретарём в Рижско-Вольмарскую нижнюю расправу. Когда это учреждение было упразднено, Шлун опять отправился в Санкт-Петербург, а оттуда в Москву, где в 1797 году получил место переводчика в Конторе Мануфактур-коллегии, причём был переименован из поручиков в губернские секретари. В 1800 году Шлун был назначен в Мануфактур-контору инспектором для осмотра фабрик и работ; эта должность, связанная с необходимостью посещения внутренних губерний, обстоятельно ознакомила Шлуна с состоянием промышленности, земледелия и с производительными силами края. С упразднением Мануфактур-коллегии Шлун лишился места и снова поехал в Санкт-Петербург, где ему удалось определиться на должность столоначальника в Капитул российских орденов. В период службы в этом учреждении, в 1809 году, Шлун получил чин коллежского асессора за перевод с русского языка на немецкий статутов орденов Святого Георгия и Святого Владимира. С 1810 по 1813 год Шлун занимал должность бухгалтера в Комиссии снабжения солью государства, а затем снова перешёл в Капитул российских орденов, где занял должность помощника казначея.
В общем Шлун служил в различных государственных учреждениях более сорока лет и всегда был известен в служебном отношении, как усердный и честный исполнитель своих обязанностей. Как человек, Шлун отличался твёрдым и добродушным характером и пользовался уважением всех, знавших его. Не получив в детстве и юности систематического образования, Шлун, тем не менее, всегда был любителем просвещения. Часто он тратил последние свои средства на приобретение книг и рукописей. Свободное время, остававшееся у него от служебных занятий, Шлун посвящал литературе.
Умер в Санкт-Петербурге 4 апреля 1829 года.

## Труды
Им напечатаны следующие переводы:
- «Спасенные», соч. Е. Ланге (Москва, 1804)
- «Статут ордена Святого Георгия», перевод с русского языка на немецкий (С.-Петербург, 1809)
- «Статут ордена Святого Владимира» (Санкт-Петербург, 1809)
- перевод с немецкого языка на русский главы «О достоинстве иностранных монет и их отношении к российским, из альманаха Нелькенбрехера» (С.-Петербург, 1811)
- «Описание путешествия из Москвы через Троицк в Ярославль» («Сын Отечества», 1829, март)
- «История осады города Риги в царствование Алексея Михайловича», перевод с немецкого («Отечественные записки»)
- «О греко-российских церквах в городе Риге», перевод с немецкого из альманаха Экнера на 1823-й год («Сибирский вестник», 1823, № 5)
- «Биографические известия о председателе Рижского магистрата Магнусе фон Беме», бывшем впоследствии главнокомандующим в Сибири («Сибирский вестник»)

А также несколько других статей исторического и биографического характера в «Благонамеренном», в «Вестнике Европы» и в «Журнале Человеколюбивого общества». Узнав об издававшемся в Лифляндии словаре-сборнике биографий местных писателей, Шлун составил ряд биографий, причём занимался ими даже накануне смерти, в постели.
Помимо напечатанных работ, Шлун оставил в рукописях следующие труды:
- Список кавалеров ордена Святого Андрея Первозванного
- Список кавалеров ордена Святого Георгия, с перечислением их заслуг
- Список русских писательниц, с биографическими сведениями о них и с перечислением их произведений
- Список гравированных и литографированных портретов знаменитых россиян и россиянок

По смерти Шлуна эти ценные собрания частью разошлись по рукам, частью были распроданы.